# South Cove (Grahamland)
Die South Cove (englisch für Südbucht) ist eine Nebenbucht der Porphyry Cove an der Danco-Küste im Westen des Grahamlands auf der Antarktischen Halbinsel. Sie liegt am Isthmus der Coughtrey-Halbinsel, der die Bucht von der südlich liegenden Skontorp Cove trennt.
Polnische Wissenschaftler benannten sie 1999.